# 薛貞
薛貞（1567年—1631年），字德纯，號正亭，陕西韓城縣人。明朝末年政治人物，萬曆辛丑进士，天启中媚事魏忠贤，甘為義兒，官至刑部尚書。

## 生平
万历十六年（1588年）戊子科陕西鄉試第五名舉人，二十九年（1601年），登辛丑科进士，三十年觀政刑部，授邢台县知县，三十六年補任元氏县知县，三十八年行取考选，四十年授江西道御史，蘇松巡按，四十四年二月巡视山海关，三四十五年巡视南城，四十六年差管十庫，本年巡按河南。泰昌元年（1620年），升太僕寺少卿，分管東路。天启元年（1621年），升都察院右僉都御史，巡撫湖廣。三年晋右副都御史。四年（1624年），升吏部右侍郎，改南京兵部添注左侍郎。五年（1655年），升刑部左侍郎管右侍郎事，五年十月改任户部左侍郎总督仓场。六年閏六月，升为刑部尚书，加太子太保。崇禎初，以阉党削籍，后定入“逆案”，四年（1631年）以在天启中枉殺劉鐸一案被处死。

## 家族
曾祖薛兴。祖薛子玉。父薛三畏，贈文林郎臨淮知縣。嫡母劉氏 贈孺人，生母王氏 封太孺人，慈侍下。兄薛芳，萬曆二十年進士。從兄薛亨，河南右布政使。